# El verdugo
El verdugo (literalment, en català, El botxí) és una pel·lícula tragicòmica hispanoitaliana en blanc i negre, dirigida el 1963 per Luis García Berlanga.
Ha estat doblada al català.

## Argument[2]
Amadeo (José Isbert), el botxí de l'Audiència de Madrid, coneix José Luis (Nino Manfredi), un empleat de pompes fúnebres que va a recollir el cadàver del pres que Amadeo acaba d'executar. José Luis no troba xicota, perquè totes les noies en fugen quan s'assabenten que treballa en una funerària. La filla de Amadeo, Carmen (Emma Penella), tampoc troba xicot, ja que tots els seus pretendents desapareixen quan saben que el seu pare és botxí.
Carmen i José Luis comencen una relació i ella es queda embarassada. El patronat de l'habitatge ha de concedir un pis a Amadeo per la seva condició de funcionari, però el perd perquè en el moment del lliurament ja estarà jubilat. Carmen i el seu pare entabanen José Luis perquè accepti el càrrec de botxí i poder així conservar l'habitatge, i li asseguren que no haurà de matar ningú.
Quan arriba una ordre d'execució, José Luis, horroritzat, vol dimitir encara que això signifiqui perdre el pis, i novament Amadeo i Carmen l'enreden perquè esperi fins a l'últim moment, ja que el reu està malalt i es pot morir per ell mateix.
Finalment, en una escena memorable, els funcionaris de la presó han d'arrossegar José Luis fins al garrot vil, mentre el condemnat està ben tranquil.

## Repartiment
- Nino Manfredi: José Luis Rodríguez, l'enterrador
- Emma Penella: Carmen, la filla d'Amadeo
- José Isbert: Amadeo, el botxí
- José Luis López Vázquez: Antonio Rodríguez, el germà gran de José Luis
- Ángel Álvarez: Álvarez, l'enterrador
- Guido Alberti: Director de la presó
- María Luisa Ponte: Estefanía
- María Isbert: Ignacia
- Chus Lampreave: dona visitant de l'obra núm. 1
- Julia Caba Alba: dona visitant de l'obra núm. 2
- Lola Gaos: dona visitant de l'obra núm. 3
- Josep Sazatornil: administrador
- José Luis Coll: organista que fa gàrgares
- Alfredo Landa: sagristà o escolà 1
- Antoni Ferrandis: cap de serveis
- Xan das Bolas: guàrdia de les obres
- Santiago Ontañón: acadèmic
- Erasmo Pascual: funcionari
- José Orjas: senyor elegant
- José Maria Prada: guàrdia de la cuina
- Agustín González: home 1r, baralla
- Goyo Lebrero: home 2n, baralla
- Félix Fernández: escolà 2
- Sergio Mendizábal: senyor elegant

i altres...

## Guardons[3]
La pel·lícula va estar nominada al Lleó d'Or del Festival Internacional de Cinema de Venècia, i en va obtenir el premi FIPRESCI.
Va guanyar també el Premi Sant Jordi de Cinematografia a la millor pel·lícula espanyola.

## Versió teatral
El 20 de gener de 2000 fou estrenada una versió teatral d'aquesta obra al Teatre Victòria de Barcelona dirigida per Luis Olmos i protagonitzada per Juan Echanove, Luisa Martín i Alfred Lucchetti. El març de 2000 fou estrenada al Teatro La Latina de Madrid. Luisa Martín i Juan Echanove foren candidats als Fotogramas de Plata 2000 com a millors actors de teatre.